# 陳貴 (正德進士)
陳貴（1481年—？），字道充，錦衣衛官籍福建尤溪縣人，明朝政治人物。

## 生平
正德十四年己卯科順天府鄉試第六十三名舉人。正德十六年（1521年）中式辛巳科會試第一百四十一名，登第三甲第一百五十三名進士。授知縣。嘉靖五年（1526年），試四川道監察御史。嘉靖十一年（1532年），由都督府經歷升任陝西平涼府知府。歷官江西九江兵备副使。

## 家族
曾祖陳法通；祖父陳通保；父陳福，曾任義官。母田氏。永感下。兄陈福保（延平卫百户）；陈华（錦衣衛正千户）；陈富（錦衣衛指挥佥事）。
伯父為太監陳寬。